# 王朴

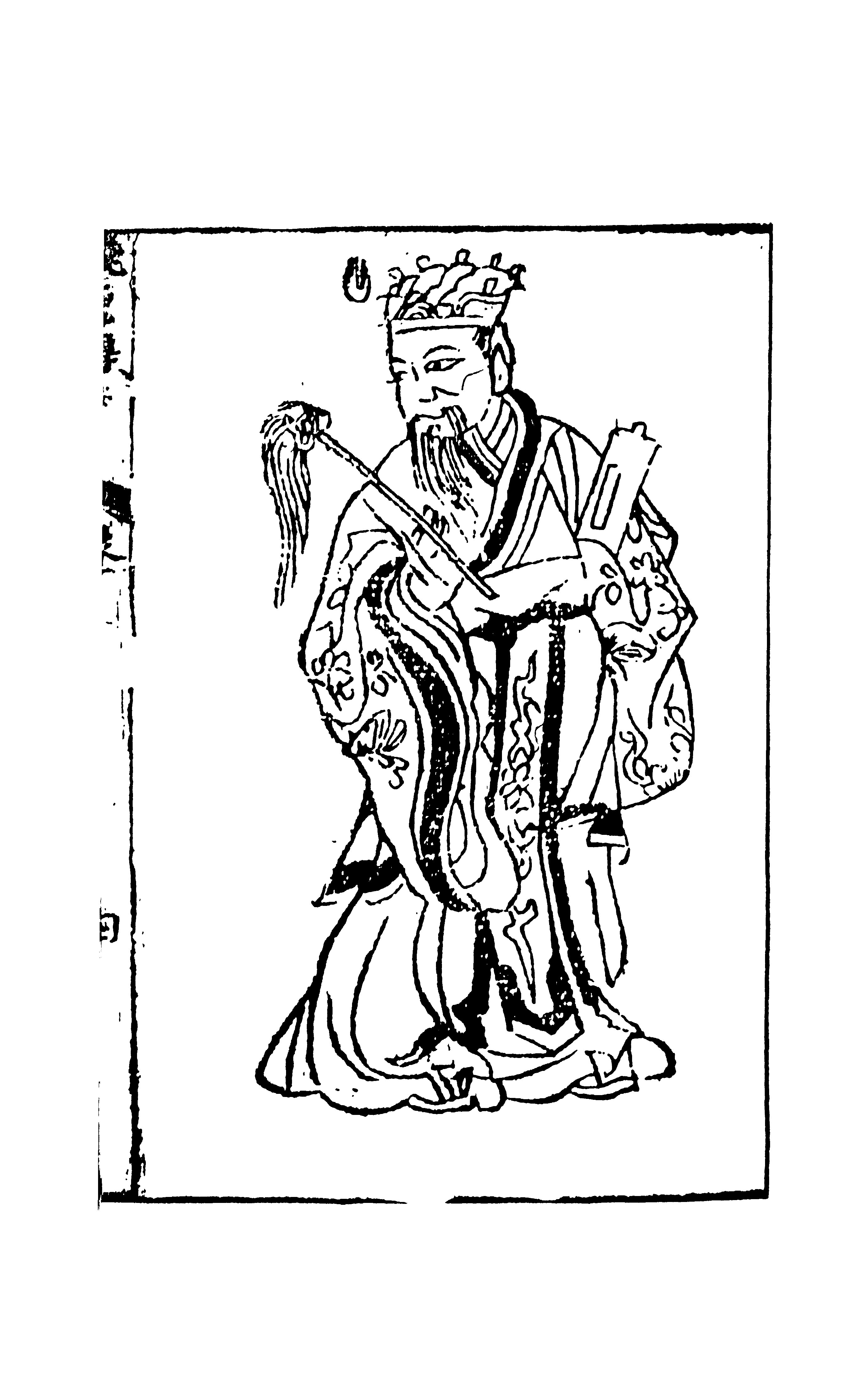
王朴

王 朴（おう ぼく、? - 959年）は、五代後周の政治家。字は文伯。本貫は鄆州須昌県。後周の世宗柴栄を支えた宰相である。

## 経歴
幼い頃から用心深い性格で、学を好み作文に優れていた。後漢の乾祐3年（950年）に進士に及第すると、校書郎に任じられた。当時の後漢は権臣同士の争いで国内がおおいに乱れており、廷臣の多くが争乱に巻き込まれて命を失ったが、王朴は難を逃れた。
950年に郭威が後周を建てると、節度使として澶州に鎮する柴栄（後の世宗）に仕え、節度掌書記、右拾遺、推官を歴任した。954年に郭威が崩じ、柴栄が後継者として即位すると比部郎中に移った。
新たに皇帝に即位した柴栄は、四方を征伐して統一事業を推し進めることを悲願としていたが、群臣の多くは内政を優先すべきという意見であった。そんな中、王朴は対外積極策を支持し、天下統一のための戦略として、まず南唐・南漢・後蜀の順に南の勢力を併合し、それから北の遼に当たるべしという「平辺策」を説いた。これを機に王朴は柴栄から一目置かれるようになり、共に天下の大計を論じてみると、互いの考えに合わないところがなかったという。以後は開封府知府、東京留守、枢密使など国家の重職を任されるようになり、柴栄が外征で留守の間は王朴が庶務の一切を取り仕切った。
959年3月、司空李穀の屋敷を訪問中に突然の発作に襲われ、一晩の後に死去した。王朴の死を知った柴栄は愕然とし、棺を前にすると玉鉞を地に叩きつけて慟哭したという。侍中が追贈された。

## エピソード
- 柴栄は在位中に功臣閣を禁中に建て、そこに当時の大臣たちの人物画を飾って彼らを顕彰していた。960年に皇帝に即位した北宋の太祖趙匡胤は、ある日この功臣閣の横を通り過ぎようとしたとき、風によって偶然功臣閣の門が半分開き、中にある王朴の絵と向かい合った。趙匡胤は王朴の絵を見るなり、後ろに下がり姿勢を改めると、身にまとった黄袍の襟帯を整え、身を屈め腰を深く折り曲げて礼拝した。側近が「陛下は貴い天子になり、彼は前朝の臣です。礼が過ぎるのではありませんか？」と訝しがると、趙匡胤は身にまとった黄袍を指しながら「この人が生きていれば朕はこの袍を着られなかった」と語ったという。